# Burn down chart

Un ejemplo de un diagrama burn down para una iteración completa, que muestra la serie temporal del esfuerzo y tareas restantes para cada uno de los 21 días hábiles de una iteración de un mes.

Un diagrama burn down o diagrama de quemado es una representación gráfica del trabajo por hacer en un proyecto en el tiempo. Usualmente el trabajo remanente (o backlog) se muestra en el eje vertical y el tiempo en el eje horizontal. Es decir, el diagrama representa una serie temporal del trabajo pendiente. Este diagrama es útil para predecir cuándo se completará todo el trabajo. Usualmente se usa en el desarrollo ágil de software, especialmente con Scrum.
Sin embargo, este tipo de diagrama ha ido perdiendo importancia dentro de La Guía Oficial de Scrum desde las versiones de 2013 y 2016.